# دريفينكويرز أوفيريجز 2016
دريفينكويرز أوفيريجز 2016 (بالهولندية: Druivenkoers Overijse 2016 )‏ هو سباق دراجات هوائية، وهو الموسم رقم 56 من نفس السباق، وأقيم في 24 أغسطس 2016، وامتدّ لمسافة 196.4 كيلومتر، وهو أحد سباقات طواف أوروبا للدراجات 2016، وهو من نوع سباق يوم واحد، وقد شارك في السباق 163 متسابقاً، ووصل إلى نهايته 62 متسابقاً.
فاز فيه بالمركز الأول جيروم بوغنيز، وبالمركز الثاني هووب دين، وبالمركز الثالث ماركو ماركاتو.

## الفرق
| فريق عالمي- Lotto-Soudal فرق قارية محترفة (6)- Bora-Argon 18 - رومبوت تشارلز ‏ - Stölting Service Group (cycling team) ‏ - سبورت فلاندرين بالويس 2016 ‏ - Wanty-Groupe Gobert - Akros–Excelsior–Thömus ‏ فرق قارية (15)- Team Metalced ‏ - Bingoal WB Devo Team ‏ - Pauwels Sauzen–Vastgoedservice ‏ - سوبرانو هام ايزوريكس ‏ - بوديسول يوروميليونز بول كونتيننتال والون 2016 ‏ - Team3M ‏ - Veranclassic–Ago ‏ - فيرانداس ويلمز 2016 ‏ - بنجوال باوليز ساوكس دبليو بي ‏ - Klein Constantia (cycling team) ‏ - Madison Genesis ‏ - Team Wiggins Le Col ‏ - Rabobank Development Team ‏ - Joker Fuel of Norway ‏ - ميتك-تي كي إتش مانتيل 2016 ‏ |  |
| |  |

## التصنيف العام النهائي
| \| التصنيف العام \| التصنيف العام \| التصنيف العام \| التصنيف العام \| التصنيف العام \| \| العداء \| العداء \| الفريق \| الوقت \| \| \| ------------- \| ------------- \| -------------------------- \| ------------- \| ------------- \| \| 1 \| جيروم بوغنيز \| Wanty-Groupe Gobert \| 4 س 45 د 00 ث \| \| \| 2 \| هووب دين \| رومبوت تشارلز [الإنجليزية]‏ \| + 5 ث \| \| \| 3 \| ماركو ماركاتو \| Wanty-Groupe Gobert \| + 5 ث \| \| |               |                     |               |  |
| |               |                     |               |  |
| مصدر: ProCyclingStats |               |                     |               |  |
| التصنيف العام |               |                     |               |  |
| العداء | العداء        | الفريق              | الوقت         |  |
| 1 | جيروم بوغنيز  | Wanty-Groupe Gobert | 4 س 45 د 00 ث |  |
| 2 | هووب دين      | رومبوت تشارلز ‏      | + 5 ث         |  |
| 3 | ماركو ماركاتو | Wanty-Groupe Gobert | + 5 ث         |  |

## وصلات خارجية
- دريفينكويرز أوفيريجز 2016 على موقع إحصائيات الدراجات الإحترافية (الإنجليزية)